# Wapi (bande dessinée)
Wapi est une série de bande dessinée créée par Paul Cuvelier, publiée dans le Journal de Tintin de 1962 à 1966. Le héros éponyme est un jeune Nord-Amérindien.

## Historique
Paul Cuvelier commence en 1961 l'illustration des aventures de Wapi, un petit Indien d'Amérique. La série est d'abord scénarisée par Benoît Boelens sous le pseudonyme de Benoi, puis par Jacques Acar.
Selon Patrick Gaumer, « ce petit Indien reste comme l'un des personnages les plus attachants de l'hebdomadaire Tintin ».

## Publication
L'épisode Wapi et le triangle d'or paraît en 1962 dans Tintin. Le dernier épisode, Wapi et Cheval-de-feu, est publié en 1966 dans Tintin.
Un album paraît aux Éditions du Lombard, réédité par Distri BD en 1978 puis par Bédéscope en 1985, et publié aussi dans Corentin et les chemins du merveilleux en 1984, réédité en 2006 (Paul Cuvelier - les chemins du merveilleux). Wapi et Cheval-de-feu paraît en édition pirate en 1981.